# Kai Selvon
Kai Selvon (née le 13 avril 1992 à Arima) est une athlète trinidadienne, spécialiste du sprint.
Ses meilleurs temps sont :
- 100 m : 11 s 41 (+ 1,1 m/s) à Port-d'Espagne le 26 juin 2010
- 200 m : 22 s 89 (+ 0,3) à Daegu le 1er septembre 2011

Elle participe aux Championnats du monde junior à Bydgoszcz en 2008, est quart-finaliste à Bressanone en 2009, termine 4e en finale à Moncton en 2010 et termine 4e en demi-finale en 23 s 11 avec un vent contraire de 1,8 m/s à Daegu 2011.